# NGC 1505
NGC 1505 (другие обозначения — MCG -2-11-9, NPM1G -09.0181, PGC 14339) — линзообразная галактика (S0) в созвездии Эридан. Открыта Ормондом Стоуном в 1885 году. Описание Дрейера: «очень тусклый, маленький объект круглой формы, более яркий в середине». Скорость удаления галактики от Млечного Пути составляет 9765 км/с, что практически совпадает со значением для NGC 1504. По всей видимости, эти галактики физически связаны и разделены на несколько сотен тысяч или несколько миллионов световых лет, а расстояние от них до Млечного Пути составляет около 440 миллионов световых лет. Диаметр самой галактики составляет 155 тысяч световых лет.
Этот объект входит в число перечисленных в оригинальной редакции «Нового общего каталога».